# Municipio de Mahtowa
El municipio de Mahtowa (en inglés: Mahtowa Township) es un municipio ubicado en el condado de Carlton en el estado estadounidense de Minnesota. En el año 2010 tenía una población de 613 habitantes y una densidad poblacional de 9,81 personas por km².

## Geografía
El municipio de Mahtowa se encuentra ubicado en las coordenadas 46°33′17″N 92°37′54″O / 46.55472, -92.63167. Según la Oficina del Censo de los Estados Unidos, el municipio tiene una superficie total de 62.47 km², de la cual 61,62 km² corresponden a tierra firme y (1,37 %) 0,86 km² es agua.

## Demografía
Según el censo de 2010, había 613 personas residiendo en el municipio de Mahtowa. La densidad de población era de 9,81 hab./km². De los 613 habitantes, el municipio de Mahtowa estaba compuesto por el 96,08 % blancos, el 0,16 % eran afroamericanos, el 0,33 % eran amerindios, el 1,31 % eran asiáticos y el 2,12 % eran de una mezcla de razas. Del total de la población el 0 % eran hispanos o latinos de cualquier raza.